# 前原あい
前原 あい（まえはら あい、1984年10月10日 - ）は、日本のグラビアアイドル、タレント。（有）ラフ所属。

## 来歴
2004年11月発売のDVD『I LOVE あい』と写真集『Balloon 前原あい』でデビュー。

## 人物
- 食事を中心に健康・プロポーションの維持に気を遣っている模様。2007年3月の『怒りオヤジ3』出演時、番組中でダチョウ倶楽部の上島竜兵にバストサイズを測定され100cmはないと指摘された。本人はダイエットを行い14kg減量したためと説明。また、この際に金色のビキニで登場し、ダチョウ倶楽部にグラビアの仕事が儲からないことを切々と訴えた。[2]
- 趣味はロールプレイングゲーム、特技は絵画、飼い猫（アビシニアン）の名前はルディ。
- 学生時代は服飾科だったため、節約も兼ねてクリーニングは自宅で行っている。
- 本人のブログによると、2009年4月4日付けで『突然ですが改名します。これからは芸術をこよなく愛する人間になりたいと思います。改めまして宜しくお願い致します。』と記入され、「木村あい」と書かれた画像が掲載されている。

## 出演
- 怒りオヤジ3（テレビ東京）
- Ci-TV（Company Information TV[3]）- レギュラー出演。

### グラビア
- FLASH EX 4月5日増刊（2007年3月）

### PV出演
- ゲビル WWW~ワールドワイドワッショイ~

### CM・PR
- GOLD ONイメージガール（パチンコ・パチスロ・ゴードン）2006年10月~2007年9月
- J-NETWORK（キックボクシング）2007年ラウンドガール 2007年1月11日~
- 台湾メディアショー出演 2007年4月19日~

## 作品

### イメージDVD
- I LOVE あい（2004年11月25日、イーネット・フロンティア）
- Balloon（2005年1月28日、メディアバンク）
- 100diva 美巨乳 100cm=あい（2005年5月27日、マーレ）
- 天使のI-Cup（2005年8月26日、竹書房）
- SHIN YAMAGISHI DIGITAL MOVIE MUSEUM 前原あい（2005年10月21日、パノラマコミュニケーションズ）
- BOMB!（2005年12月16日、日本メディアサプライ）
- spy-C（2006年2月22日、エアーコントロール)
- identity（2006年5月19日、日本メディアサプライ）
- 愛をあげる（2006年12月8日、竹書房）
- AI Want You（2007年6月20日、ラインコミュニケーションズ）

### 写真集
- Balloon 前原あい（2004年11月、アクアハウス、撮影：山岸伸） ISBN 978-4860460938

### その他
- カレンダー 2006年